# Plesina phalerata
Plesina phalerata là một loài ruồi trong họ Tachinidae.